# فيلهلم فريك

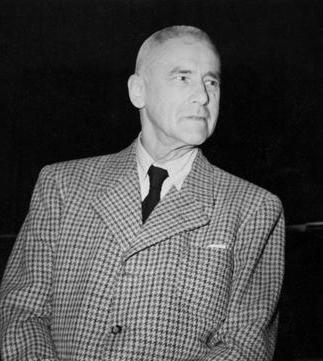
فلهلم فريك

فيلهلم فريك (بالألمانية: Wilhelm Frick)(ولد 12 مارس 1877 - مات 16 أكتوبر 1946) كان سياسي نازي وأحد القادة المهمين، شغل منصب وزير الداخلية في الرايخ الثالث من عام 1933 حتى عام 1943. بعد انتهاء الحرب العالمية الثانية حوكم في محاكم نورنبيرغ وحكم عليه بالإعدام.

## روابط خارجية
- فيلهلم فريك على موقع IMDb (الإنجليزية)
- فيلهلم فريك على موقع الموسوعة البريطانية (الإنجليزية)
- فيلهلم فريك على موقع مونزينجر (الألمانية)
- فيلهلم فريك على موقع إن إن دي بي (الإنجليزية)
- فيلهلم فريك على موقع قاعدة بيانات الفيلم (الإنجليزية)